# ملیس روبا
ملیس روبا (استونیایی: Meelis Rooba؛ زادهٔ ۲۰ آوریل ۱۹۷۷) بازیکن فوتبال اهل استونی بود.
از باشگاه‌هایی که در آن بازی کرده‌است می‌توان به باشگاه فوتبال فلورا تالین، باشگاه فوتبال پایده لینامیسکوند، و باشگاه فوتبال ویلیاندی تولویک اشاره کرد.
وی همچنین در تیم ملی فوتبال استونی بازی کرده‌است.